# Julia Serano

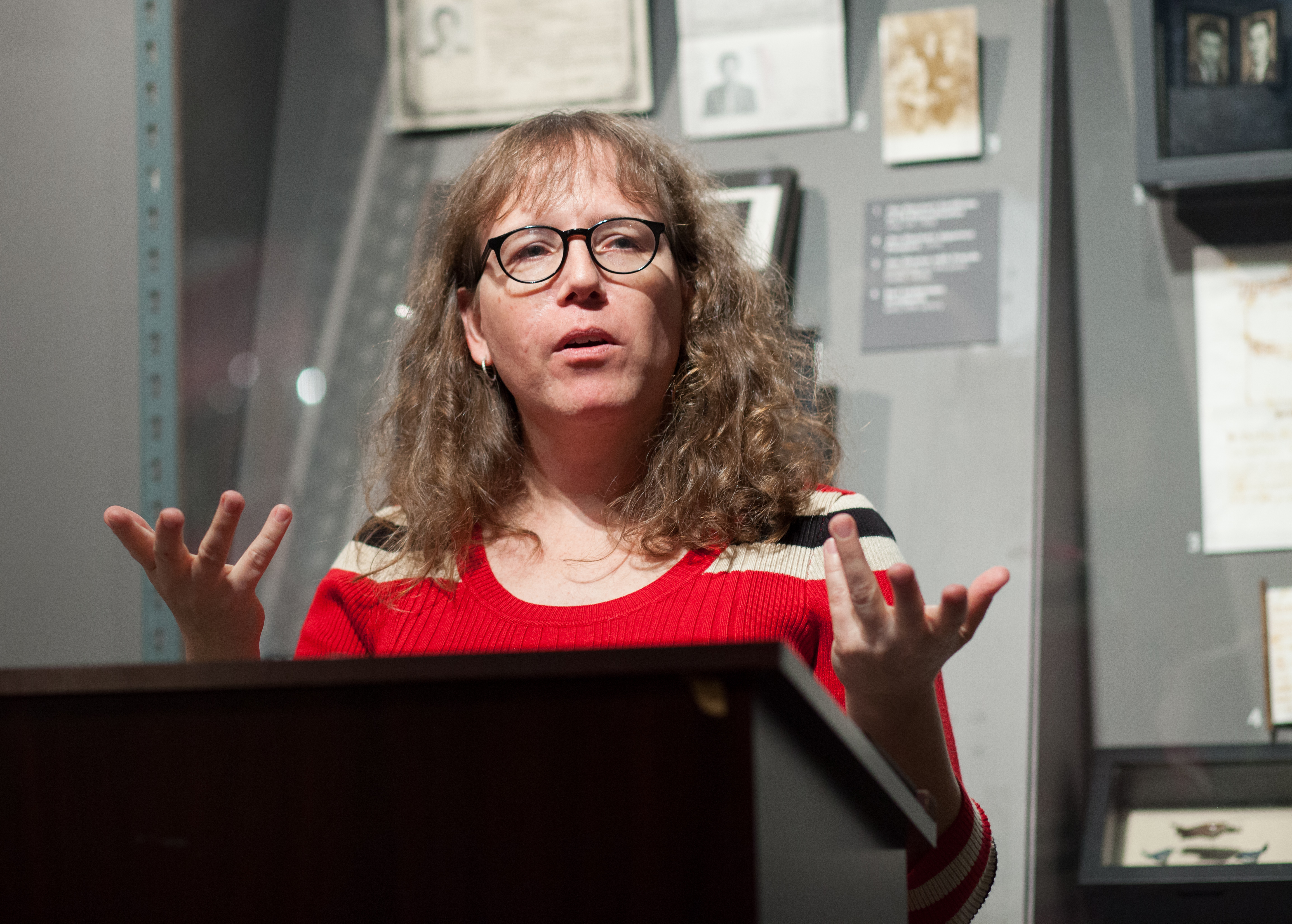
Julia Serano (2016)

Julia Serano (geboren 1967) ist eine US-amerikanische Schriftstellerin, Trans-Aktivistin und Biologin.

## Leben
Serano studierte von 1985 bis 1989 Lebenswissenschaften an der Philadelphia University. Von 1989 bis 1995 absolvierte sie ihren PhD in Molekularbiologie und Biochemie an der Columbia University. Dabei spezialisierte sie sich auf Entwicklungsbiologie und forschte zu mRNA-Lokalisierung in den Eizellen von Drosophila melanogaster. Sie arbeitete 17 Jahre lang, bis 2012, in der Forschung an der University of California, zunächst als Postdoc.
Bereits in ihrer Jugend fühlte Serano sich in ihrem Leben als Mann unwohl. Sie begann, heimlich Frauenkleidung zu tragen. Erstmals 1994 in Kansas trat sie einer Selbsthilfegruppe für Transvestiten bei. Als sie kurze Zeit später in die San Francisco Bay Area zog, begann sie, sich als transgender zu identifizieren. 2001 begann sie eine Geschlechtsangleichung; seitdem versteht sie sich als trans Frau.
2002 veröffentlichte sie ihr erstes Buch zur Transgender-Thematik, Either/Or. Ihr zweites Buch, Whipping Girl: A Transsexual Woman on Sexism and the Scapegoating of Femininity, das ihre persönliche Geschichte mit einer Abhandlung zu Transgender-Theorie aus feministischer Perspektive verbindet. Seit Beendigung ihrer Anstellung als Biologin lebt Serano von ihren Einnahmen als Autorin, als Künstlerin und Sprecherin zu Transgender-Themen. Ihre Beiträge sind unter anderem in The Guardian und Time erschienen, aber auch in feministischen und queeren Zeitschriften wie Bitch und Ms. Magazine.

## Werke
- Either/Or. Switch Hitter Press 2002.
- Whipping Girl: A Transsexual Woman on Sexism and the Scapegoating of Femininity. Seal Press 2007.
- Excluded: Making Feminist and Queer Movements More Inclusive. Seal Press 2013.
- Outspoken: A Decade of Transgender Activism and Trans Feminism. Switch Hitter Press 2016.
- Sexed Up: How Society Sexualizes Us, and How We Can Fight Back. Seal Press 2022.